# Regeringsformatie België februari-maart 1946
Na de verkiezingen voor het Belgische Parlement op 17 februari 1946 ging de formatie van een nieuwe Belgische regering van start. De formatie duurde in totaal 42 dagen en leidde tot de vorming van de regering-Van Acker III (bestaande uit de socialistische BSP-PSB, de communistische KPB-PCB en de Liberale Partij). Eerst was na 24 dagen formeren de regering-Spaak II gevormd, een socialistische minderheidsregering die bij de vertrouwensstemming in het parlement geen meerderheid achter zich kreeg. Vervolgens duurde het 11 dagen om de regering-Van Acker III op de been te brengen.  

## Verloop van de formatie

### Aanloop naar de formatie
Op 17 februari 1946 werden voor de eerste keer sinds het einde van de Tweede Wereldoorlog parlementsverkiezingen gehouden. De christendemocratische oppositiepartij CVP-PSC ging er enorm op vooruit en werd de grootste partij met 42 procent van de stemmen en behaalde in de Senaat een zetel te weinig voor een volstrekte meerderheid. De socialistische BSP-PSB behaalde bijna 33 procent van de stemmen en boekte lichte winst ten opzichte van de laatste vooroorlogse verkiezingen in 1939. De communistische KPB-PCB boekte ook enorme winst en kon met 12 procent van de stemmen haar zetelaantal in het parlement verdrievoudigen. De Liberale Partij leed een zware nederlaag, behaalde amper negen procent en verloor de helft van haar zetels in het parlement. De progressief-christendemocratische UDB, een extraparlementaire partij die deel uitmaakte van de regering-Van Acker II, voldeed niet aan de verwachtingen en behaalde amper twee procent van de stemmen, goed voor een Kamerzetel, hetgeen het einde van deze partij betekende.

### Informateur August de Schryver (18 februari - 27 februari 1946)

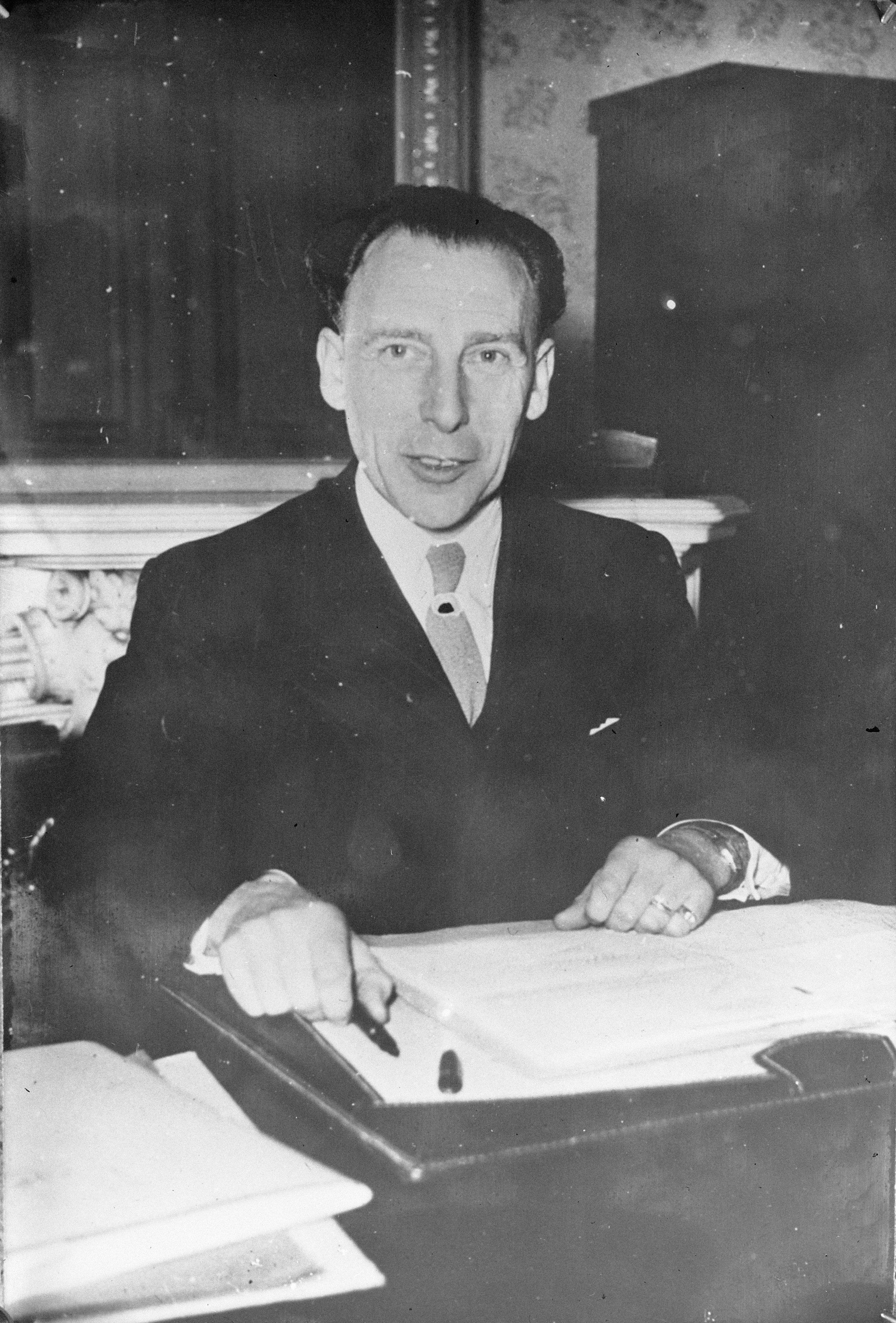
August de Schryver.

De volgende dag bood premier Achiel Van Acker (BSP) aan prins-regent Karel het ontslag van de regering-Van Acker II (BSP-PSB, LP, KPB-PCB, UDB) aan, die het ontslag aanvaardde en de regering belastte met de afhandeling van de lopende zaken. Dezelfde dag nog consulteerde het staatshoofd Kamervoorzitter Frans Van Cauwelaert en Senaatsvoorzitter Robert Gillon, waarna CVP-PSC-voorzitter August de Schryver werd aangesteld tot informateur. Hij moest uitzoeken welke mogelijkheden er waren om een nieuwe regering te vormen. De volgende dagen voerde de Schryver besprekingen om de politieke toestand te onderzoeken.
Op 25 februari 1946 gaf het socialistisch partijbureau aan dat ze geen regering met de CVP-PSC wenste te vormen en de voorkeur gaf aan een hernieuwde linkse regering met de communisten en de liberalen. Ook de communistische KPB-PCB was hiervoor gewonnen. De christendemocraten waren tegen regeringsdeelname voor de communisten en wilden enkel in een regering stappen als er een grondwettelijke oplossing werd gevonden voor de Koningskwestie. Dit was echter zeer moeilijk, omdat de CVP-PSC in dit dossier lijnrecht tegenover de andere partijen stond. De liberalen namen dan weer een afwachtende houding aan, vanwege de zware verkiezingsnederlaag die ze hadden geleden. 

### Onderhandelaar August de Schryver (27 februari - 28 februari 1946)
Op 27 februari diende de Schryver zijn eindverslag als informateur in. Vervolgens werd hij door prins-regent Karel aangesteld als onderhandelaar, hij diende de nodige onderhandelingen te voeren tussen de verschillende partijen met het oog op de vorming van een regering. De Schryver wilde enkel besprekingen voeren met de christendemocraten, socialisten en liberalen, met de communisten werden geen onderhandelingen voorzien. De volgende dag legde de onderhandelaar aan delegaties van de socialisten (vertegenwoordigd door voorzitter Max Buset en ondervoorzitter Edward Anseele jr.) en de liberalen (vertegenwoordigd door voorzitter Roger Motz, minister van Staat Octave Dierckx en ministers Robert Godding en Auguste Buisseret) een ontwerpprogramma voor, waarin de Schryver onder andere een volksraadpleging over de Koningskwestie, de invoering van het vrouwenstemrecht, de verhoging van de koopkracht en een versterking van de sociale zekerheid voorstelde. De socialisten verwierpen het programma en hielden vast aan hun weigering om met de CVP-PSC een regering te vormen, waardoor de liberalen oordeelden dat het niet nodig was om de onderhandelingen over een drieledige regering voort te zetten. Dezelfde dag nog nam de Schryver ontslag als onderhandelaar.

### Informateur Paul-Henri Spaak (28 februari - 3 maart 1946)

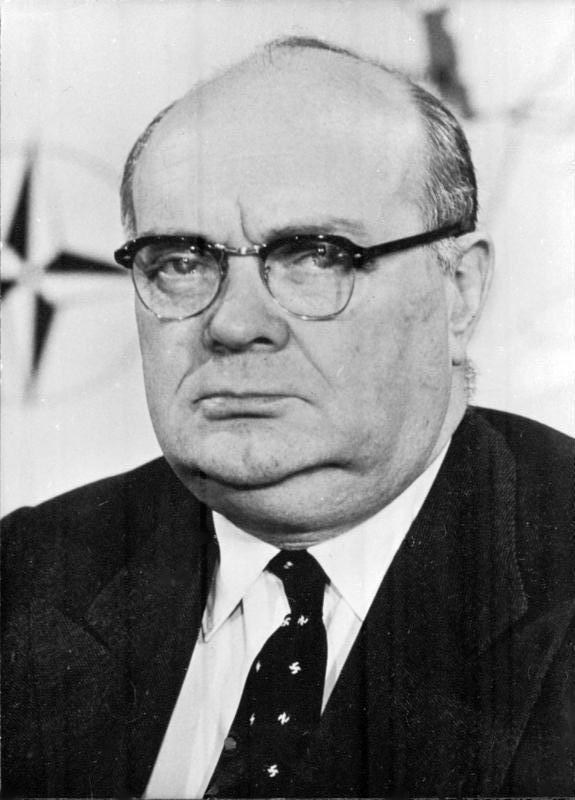
Paul-Henri Spaak.

Vervolgens werd ontslagnemend minister van Buitenlandse Zaken Paul-Henri Spaak (PSB) aangesteld als informateur. Hij diende net zoals de Schryver uit te zoeken welke mogelijkheden er waren om een regering te vormen. Spaak respecteerde de beslissing van zijn partij om geen regering met de christendemocraten te vormen en onderzocht daarom of het mogelijk was om een nieuwe linkse regering te vormen. Op 2 maart deed Spaak in een brief aan de liberale voorzitter Roger Motz voorstellen om zulke regering te vormen, waarbij op financieel-economisch vlak heel wat toegevingen aan de liberalen werden gedaan  en werd voorgesteld om de kieswet te wijzigen zodat kleinere partijen als de LP meer zetels konden behalen en de liberalen meer ministers zouden krijgen dan hun verkiezingsresultaat eigenlijk toeliet. Dezelfde dag nog besliste het bureau van de LP om het aanbod van Spaak te verwerpen: de leden vonden dat een hernieuwde linkse regering over een te krappe meerderheid (in de Senaat slechts een zetel op overschot) beschikte om ernstig te kunnen besturen en dat het door hun slechte verkiezingsuitslag niet opportuun was om in een regering te stappen. Hierdoor werd Spaaks opdracht als mislukt beschouwd en de volgende dag werd hij van zijn informateursopdracht ontheven.
Op 4 maart begon de prins-regent opnieuw raadplegingen om te zien hoe het verder moest met de formatie. Zijn consultaties verliepen als volgt:
- op 4 maart werden ontvangen: minister van Staat Henri Carton de Wiart (PSC), senator Paul Struye (PSC) en ministers Robert Godding (LP) en Albert Marteaux (KPB-PCB), Senaatsvoorzitter Robert Gillon (LP), ministers van Staat Cyrille Van Overbergh (CVP), Eugène Soudan (BSP) en Joseph Merlot (PSB), gewezen minister en rechter bij het Internationaal Gerechtshof Charles de Visscher, oud-minister Albert de Vleeschauwer en BSP-PSB-voorzitter Max Buset
- op 5 maart kwamen op audiëntie: ministers van Staat Achille Delattre (PSB), Albert Devèze (LP), Camille Huysmans (BSP) en Hendrik Heyman (CVP), KPB-PCB-voorzitter Julien Lahaut,[6] CVP-PSC-voorzitter August de Schryver, senator Louis Huart (PSC), gewezen minister Jean Terfve (KPB-PCB), BSP-PSB-ondervoorzitter Edward Anseele jr., ministers van Staat Romain Moyersoen (CVP) en Octave Dierckx (LP) en oud-ministers Edgard De Bruyne (CVP) en Henri Pauwels (PSC).[7]

### Formateur Paul-Henri Spaak (7 maart - 13 maart 1946)
Op 7 maart werd CVP-PSC-voorzitter de Schryver door het staatshoofd opnieuw aangezocht om een regering te vormen, maar hij weigerde omdat zijn eerdere opdracht als onderhandelaar was mislukt en hij geen kans zag om deze keer wel te slagen. Vervolgens droeg prins-regent aan Paul-Henri Spaak op om een regering te vormen. Spaak deed een nieuwe poging om met de liberalen en de communisten te onderhandelen en overhandigde hen nieuw programma, waarin ook werd voorgesteld om extraparlementairen in de regering op te nemen. Op 10 maart oordeelden de liberalen dat Spaaks programma te vaag was en dat ze niet wensten voort te onderhandelen. De communisten hadden een dag eerder besloten dat ze wel een regering wilde vormen met de socialisten, op voorwaarde dat die regering op steun van de liberalen kon rekenen. Uiteindelijk besliste de socialistische partijraad om een socialistische minderheidsregering te vormen, die aangevuld werd met extraparlementairen. Op 12 maart maakte Spaak de samenstelling van zijn minderheidsregering bekend en op 13 maart legden 8 van de 16 ministers van de regering-Spaak II de eed af, een dag later was het beurt aan zes andere ministers en op 15 maart werden de laatste twee ministers beëdigd.
Op 19 maart werd de regeringsverklaring voorgelezen in de Kamer en Senaat, premier Spaak deed dat in het Frans, minister Achiel Van Acker in het Nederlands. Een dag later vond in de Kamer de vertrouwensstemming plaats: 90 leden (de socialisten, de communisten en UDB-verkozene Werner Marchand) stemden voor, 90 leden (de christendemocraten) stemden tegen en 15 leden (de liberalen) onthielden zich. Hierdoor had de regering niet genoeg stemmen om het vertrouwen van de Kamer te krijgen en kwam ze ten val. Onmiddellijk na de Kamerzitting bood Spaak aan prins-regent Karel het ontslag aan de regering aan. Dit werd aanvaard en de regering-Spaak II werd belast met de afhandeling van de lopende zaken.

## Vorming regering-Van Acker III

### Informateur August de Schryver (21 maart - 26 maart 1946)
Op 21 maart begon prins-regent Karel met raadplegingen met het oog op de vorming van een nieuwe regering. Nadat hij Kamervoorzitter Van Cauwelaert en Senaatsvoorzitter Gillon had ontvangen, belastte het staatshoofd CVP-PSC-voorzitter August de Schryver met een informateursopdracht. De volgende dagen voerde de Schryver besprekingen met christendemocratische, socialistische, liberale en communistische politici. Op 26 maart diende de Schryver zijn eindverslag als informateur in en werd hij van zijn opdracht ontheven. In het eindverslag werd voorgesteld om een zakenkabinet te vormen.

### Formateur Achiel Van Acker (27 maart - 31 maart 1946)

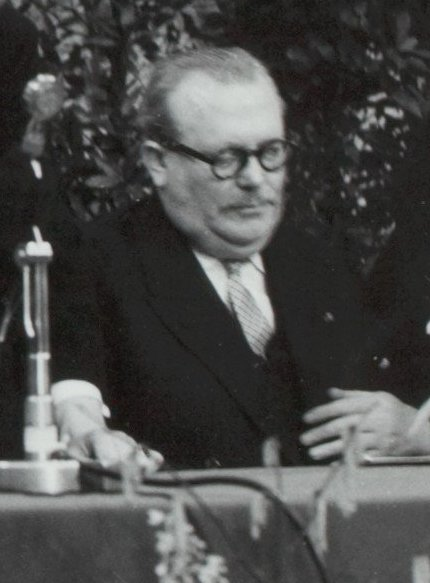
Achiel Van Acker.

Een dag later werd ontslagnemend premier Achiel Van Acker ontboden door de prins-regent en belast met de opdracht van formateur. Omdat de socialistische partijraad vasthield aan een linkse regering zonder de CVP-PSC, besloot Van Acker dergelijke coalitie te vormen. Op 28 maart gaven de liberalen aan dat ze bereid waren om een nieuwe coalitie met de socialisten en de communisten te ondersteunen, indien de vorming van een vierpartijencoalitie met de CVP-PSC zou mislukken, bijvoorbeeld als die partij "onaanvaardbare" eisen zou stellen voor regeringsdeelname. De volgende dag verwierp de CVP-PSC een vierledige regering, omdat die niet voldeed aan de kenmerken van een zakenkabinet zoals de Schryver had voorgesteld, en verliet de partij de onderhandelingstafel. Dezelfde dag nog stelde Van Acker met de liberale fractieleiders Albert Devèze (Kamer) en Octave Dierckx (Senaat) en hun communistische collega's Jean Terfve (Kamer) en Henri Glineur (Senaat) het regeerprogramma op, dat zich vooral focuste op de aanpak van de financieel-economische problemen, onder andere in de steenkoolindustrie, en het sociaal beleid. Op 31 maart maakte Van Acker de samenstelling van zijn regering bekend, waarin ook drie onafhankelijke extraparlementairen werden opgenomen, en legden de 19 ministers van de regering-Van Acker III de eed af. Op 3 april werd de regeerverklaring voorgelezen in het parlement, waarna de Kamer op 4 april en de Senaat op 11 april 1946 hun vertrouwen gaven aan de regering.
1919 · 1920 · 1921 · 1923 · 1924 · 1925 · 1926 · 1927 · 1929 · 1931 · mei 1932 · okt. 1932 · dec. 1932 · jun. 1934 · nov. 1934 · 1935 · 1936 · 1937 · 1938 ·  feb. 1939 · apr. 1939 · 1940 · 1944 · 1945 · feb-mrt 1946 · jul-aug 1946 · 1947 · 1948 · 1949 · jun 1950 · aug 1950 · 1952 · 1954 · jun. 1958 · nov. 1958 · 1961 · 1965 · 1966 · 1968 · 1971/72  · 1972/73 · 1974 · 1977 · 1978 · 1978/79 · apr.-mei 1980 · okt. 1980 · apr. 1981 · nov.-dec. 1981 · 1985 · oktober 1987 · 1987/88 · 1991/92 · 1995 · 1999 · 2003 · 2007 · 2008 · 2010/11 · 2014 · 2019/20 · 2024/25